# 4968 Suzamur
4968 Suzamur је астероид главног астероидног појаса чија средња удаљеност од Сунца износи 2,523 астрономских јединица (АЈ).
Апсолутна магнитуда астероида је 12,7.